# ستفا
شهر ستفا  در مایلن در ایالت زوریخ در کشور سوئیس واقع شده‌است که ۱۲٬۰۰۰ نفر جمعیت دارد.